# Institut culturel italien de Paris

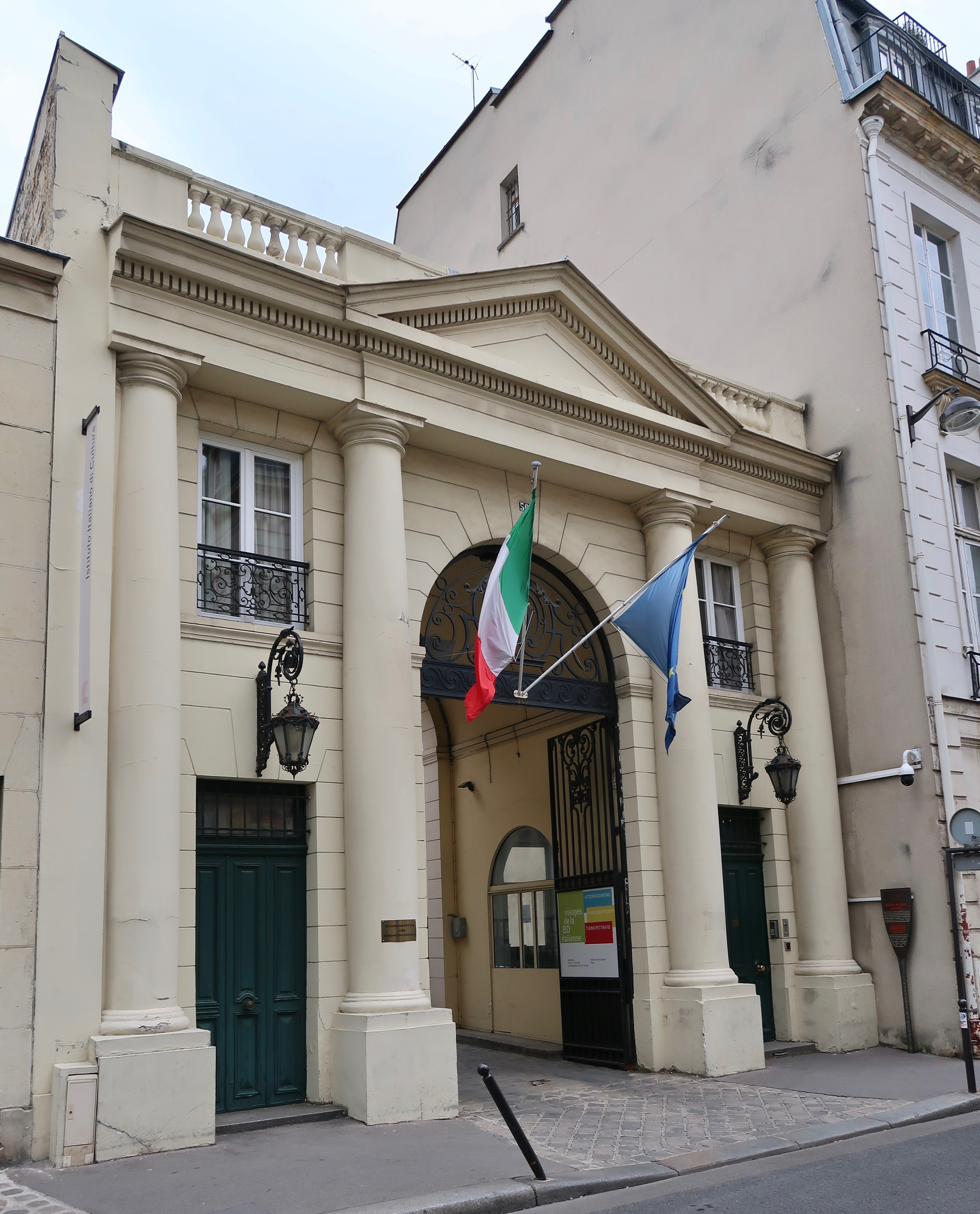
Siège de l'Institut.

L'Institut culturel italien, en italien Istituto Italiano di Cultura, est un organisme du ministère italien des Affaires étrangères, chargé de diffuser et de promouvoir la langue et la culture italiennes. Il est situé dans l’hôtel de Galliffet, 50 de rue de Varenne dans le 7e arrondissement de Paris et a été inauguré en 1962. Parmi ses principaux objectifs se trouvent l'organisation de cours de langue et de culture italiennes et la réalisation d'initiatives culturelles qui ont pour thème l'Italie, sa vie culturelle, artistique et scientifique.
L'Institut culturel italien est accessible par la station de métro Rue du Bac.

## Présentation de l'Institut culturel italien

### Le bâtiment
Situé au cœur du faubourg Saint-Germain, entre la rue de Grenelle, la rue de Varenne et la rue du Bac, l'hôtel de Galliffet fut construit par l'architecte Jacques-Guillaume Legrand entre 1776 et 1792.
Demeure du père d'Eugène Delacroix puis de Talleyrand, siège du ministère des Relations extérieures de 1794 à 1821, cet hôtel particulier accueillit d'autres personnages illustres, tels Benjamin Constant, Chateaubriand, Napoléon Ier, Madame de Staël, ou encore le poète Antoine-Vincent Arnault.
Entre 1992 et 1993, des travaux de restauration y sont menés.
Acquis par l'État italien en 1909, il fut d'abord le siège de l'ambassade, puis du consulat général d'Italie et, depuis 1962, de l'Institut culturel italien. Créé en application de l'accord culturel franco-italien, l'Institut culturel italien relève du ministère italien des Affaires étrangères et jouit d'une autonomie opérationnelle.

### Fonctionnement
La circonscription de l'Institut culturel italien de Paris comprend les régions suivantes (trois autres instituts culturels italiens en France - Lyon, Marseille, Strasbourg - ont en charge les autres régions) :
- Île-de-France
- Haute-Normandie
- Basse-Normandie
- Picardie
- Nord-Pas-de-Calais
- Bretagne
- Pays de la Loire
- Centre-Val de Loire
- Poitou-Charentes
- Aquitaine
- Franche-Comté

### Mission et activités
L'Institut, un organisme du ministère italien des Affaires étrangères, est chargé de diffuser et de promouvoir la langue et la culture italiennes. Parmi ses principaux objectifs se trouvent l'organisation de cours de langue et de culture italiennes et la réalisation d'initiatives culturelles qui ont pour thème l'Italie, sa vie culturelle, artistique et scientifique.
L'Institut propose en particulier les services suivants : 
- des cours de langue et culture italiennes donnés par des enseignants qualifiés de langue maternelle italienne ;
- deux sessions annuelles d’examens pour obtenir la Certification d'italien comme langue étrangère délivrée par les universités pour étrangers de Pérouse et de Sienne ;
- une bibliothèque italienne à la disposition du public pour la consultation et le prêt de livres, de vidéocassettes, de DVD, de revues et de journaux italiens ;
- un service d’information et de documentation sur l’Italie dans le domaine culturel ;
- des informations et un soutien logistique aux professionnels de la culture publics et privés, aussi bien italiens qu’étrangers.

## La bibliothèque

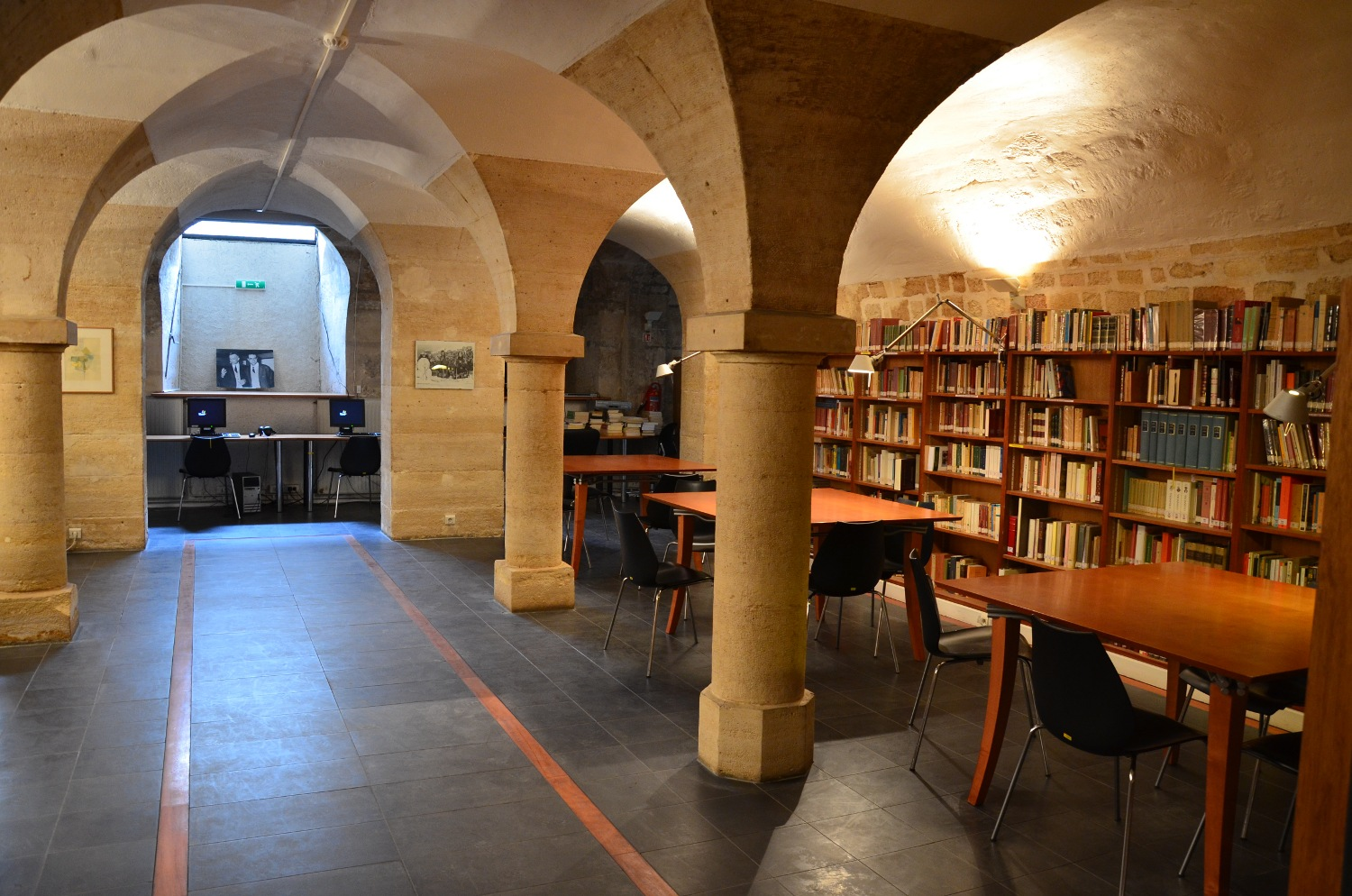
La bibliothèque.

L'hôtel de Galliffet abrite également une bibliothèque-médiathèque informatisée d'environ 50 000 documents, dont 5 500 titres de matériel audiovisuel.
La bibliothèque porte le nom d'Italo Calvino pour rendre hommage à ce grand écrivain italien et aussi parce qu'elle héberge plusieurs centaines de livres concernant cet auteur.

## Liste des directeurs
- 1962-1964 : Luigi Ferrarino
- 1965-1967 : Edgardo Giorgi-Alberti
- 1968-1976 : Giovanni Dalla Pozza
- 1977-1991 : Fernando Caruso
- 1992-1996 : Paolo Fabbri
- 1997-2001 : Pietro Corsi
- 2001-2003 : Guido Davico Bonino
- 2003-2007 : Giorgio Ferrara
- 2008-2011 : Rossana Rummo
- 2012-2016 : Marina Valensise
- 2016-2020 : Fabio Gambaro
- 2021-2023 : Diego Marani
- Depuis 2023 : Antonio Calbi